# NGC 2023
NGC 2023 (còn được gọi là LBN 954 ) là một tinh vân phát xạ và tinh vân phản xạ nằm trong chòm sao Lạp Hộ. Nó được phát hiện bởi William Herschel vào ngày 6 tháng 1 năm 1785. Kích thước của nó trên bầu trời đêm là 10 × 10 phút. Ở khoảng cách 1467 năm ánh sáng (450 Parsec) từ Trái đất, nó nằm gần Tinh vân Lạp Hộ.
Vùng phát ra phát xạ hydro phân tử huỳnh quang ở phạm vi gần hồng ngoại. Nó có đường kính bốn năm ánh sáng, làm cho nó trở thành một trong những tinh vân phản chiếu lớn nhất từng được phát hiện. . Nó được chiếu sáng bởi các B1.5 sao HD 37.903, thành viên sáng nhất của các ngôi sao trong Lynds 1630 đám mây phân tử.

## Bộ sưu tập

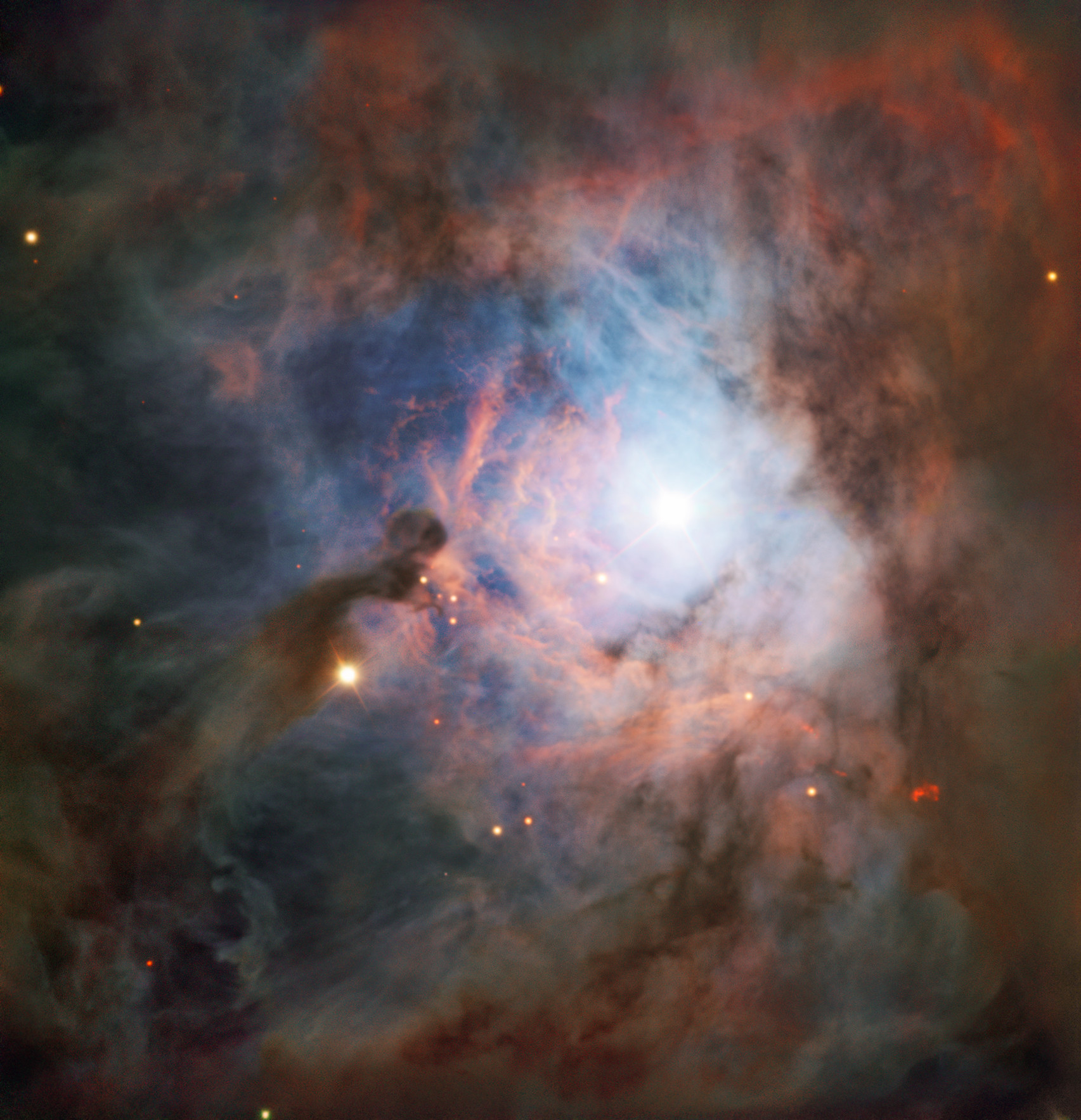
NGC 2023 được chụp bằng FORS của VLT.
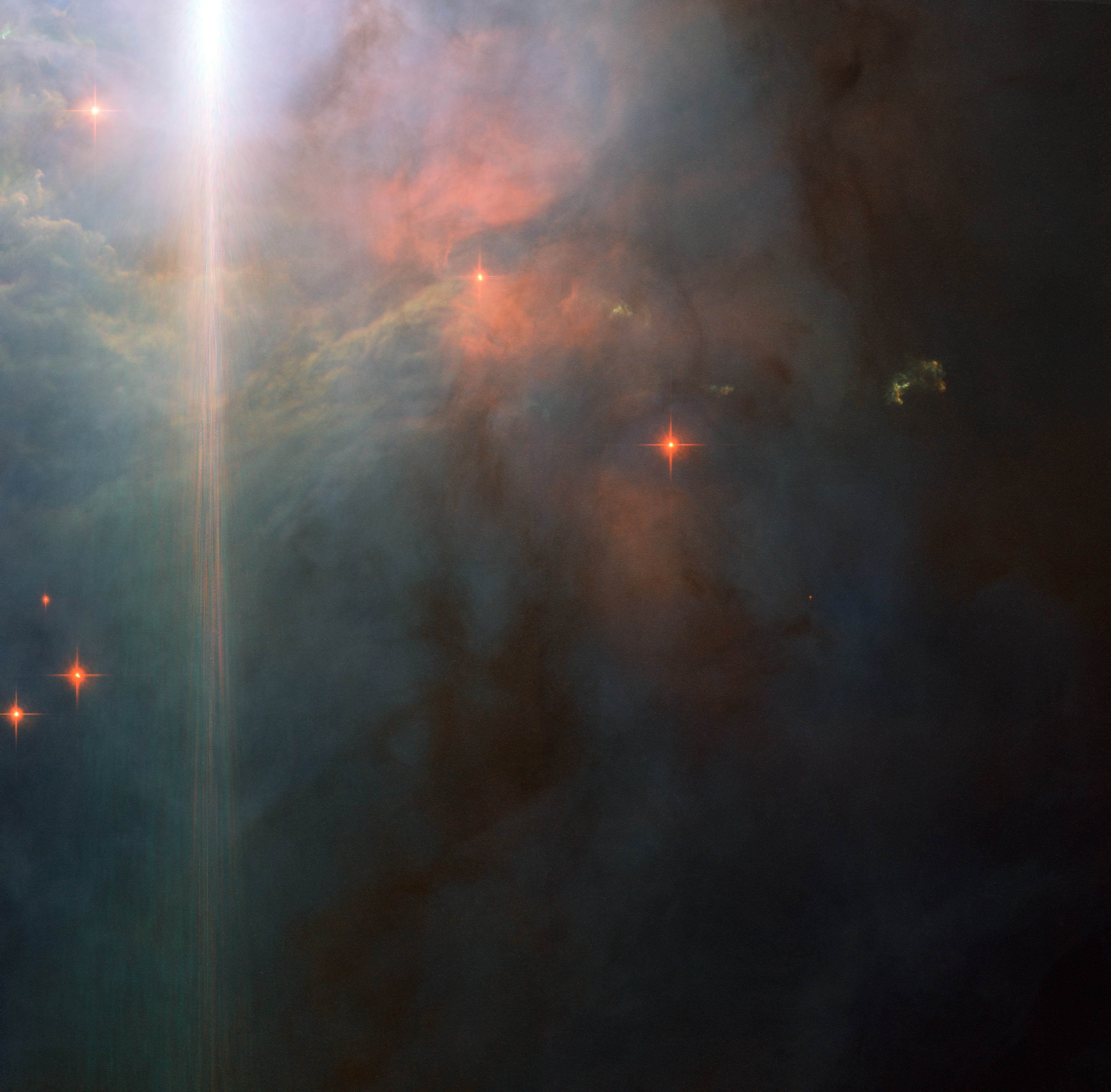
Phía Nam của NGC 2023 (HST ACS)